# Joseph Truman
Joseph David « Joe » Truman (né le 14 février 1997 à Petersfield en Angleterre) est un coureur cycliste britannique. Spécialiste des épreuves de vitesse sur piste, il est notamment vice-champion du monde de vitesse par équipes en 2018.

## Biographie
Spécialiste de la piste, Joseph Truman commence le cyclisme de compétition à l'âge de 13 ans. À 16 ans, il est double champion de Grande-Bretagne dans son groupe d'âge, en vitesse et sur le kilomètre contre-la-montre. En 2014, il bénéficie du soutien de l'équipe Rapha Condor.
En 2015, il connaît son premier grand succès international en remportant le bronze de la vitesse par équipes aux championnats d'Europe juniors (moins de 19 ans) avec Jack Carlin et Alexander Joliffe. L'année suivante, il décroche plusieurs succès en vitesse par équipes chez les espoirs (moins de 23 ans) et les élites. Il est notamment champion d'Europe espoirs avec Jack Carlin et Ryan Owens. Dans la catégorie élite, le trio Carlin, Owens et Truman devient vice-champion d'Europe en 2016 et remporte les deux premières manches de la Coupe du monde à Glasgow et à Apeldoorn en 2016-2017.
En 2017, Carlin, Owens et Truman sont à nouveau champions d'Europe espoirs de vitesse par équipes. Truman remporte également l'argent sur le kilomètre et le bronze de la vitesse. En 2018, après avoir été vice-champion du monde de vitesse par équipes sans participer à la finale, il obtient la médaille d'argent de la vitesse par équipes aux Jeux du Commonwealth 2018 avec Ryan Owens et Philip Hindes. Aux Jeux européens de Minsk en 2019, il obtient le bronze sur la même épreuve avec Carlin, Owens et Jason Kenny.
En 2017 et 2019, il est champion de Grande-Bretagne de vitesse. En 2020, il est champion de Grande-Bretagne du keirin. Truman était en lice pour faire partie de l'équipe britannique pour les Jeux olympiques de Tokyo (organisés en août 2021) jusqu'à ce qu'il développe de graves maux de dos à l'été 2019. Dans un premier temps, il ignore la douleur  – « J'ai continué à m'entrainer même si je ne pouvais même pas mettre mes chaussettes tout seul » – jusqu'à ce qu'une hernie discale soit diagnostiquée en novembre 2020 et qu'une intervention chirurgicale s'avère nécessaire. 
En octobre 2021, après 20 mois sans compétition, il fait son retour aux championnats d'Europe, où il prend la  quatrième place de la vitesse par équipes avec Alistair Fielding, Hamish Turnbull et James Bunting.

## Palmarès sur piste

### Championnats du monde
| Édition / Épreuve | Kilomètre | Keirin | Vitesse individuelle | Vitesse par équipes |
| Hong Kong 2017    | 11e       | 8e     |                      | 5e                  |
| Apeldoorn 2018    | 12e       | 19e    |                      | Argent              |
| Pruszków 2019     | 10e       |        | 11e                  |                     |
| Ballerup 2024     | Bronze    |        |                      | 4e                  |

### Coupe du monde
- 2016-2017
  - 1er de la vitesse par équipes à Glasgow (avec Jack Carlin et Ryan Owens)
  - 1er de la vitesse par équipes à Apeldoorn (avec Jack Carlin et Ryan Owens)
- 2017-2018
  - 3e de la vitesse par équipes à Pruszków
- 2018-2019
  - 2e de la vitesse par équipes à Londres
- 2019-2020
  - 2e de la vitesse par équipes à Glasgow

### Jeux du Commonwealth
| Édition / Épreuve | Kilomètre | Keirin | Vitesse individuelle | Vitesse par équipes |
| Gold Coast 2018   | 8e        | 10e    | 1/4 de finale        | Argent              |
| Birmingham 2022   |           |        |                      | Argent              |

### Championnats d'Europe
| Épreuve / Édition          | Kilomètre | Keirin | Vitesse individuelle | Vitesse par équipes                 |
| Athènes 2015 (juniors)     |           |        |                      | Bronze                              |
| Montichiari 2016 (espoirs) | Bronze    | 7e     | 5e                   | Or (avec Jack Carlin et Ryan Owens) |
| Saint-Quentin 2016         | 5e        | 6e     | 8e                   | Argent                              |
| Anadia 2017 (espoirs)      | Argent    |        | Bronze               | Or (avec Jack Carlin et Ryan Owens) |
| Berlin 2017                | 6e        |        |                      | 6e                                  |
| Glasgow 2018               | 10e       | 9e     |                      |                                     |
| Granges 2021               |           |        |                      | 4e                                  |
| Granges 2023               | 4e        |        |                      | Argent                              |

### Jeux européens
| Édition / Épreuve | Vitesse par équipes |
| Minsk 2019        | Bronze              |

### Championnats de Grande-Bretagne
- 2017
  -  Champion de Grande-Bretagne de vitesse
  -  Champion de Grande-Bretagne de vitesse par équipes (avec Jack Carlin et Ryan Owens)
- 2018
  -  Champion de Grande-Bretagne du kilomètre
  - 2e du keirin
- 2019
  -  Champion de Grande-Bretagne de vitesse
- 2020
  -  Champion de Grande-Bretagne du keirin
- 2022
  -  Champion de Grande-Bretagne de vitesse par équipes